# Leitname
Als Leitnamen bezeichnet man in der Geschichtswissenschaft und speziell in der Genealogie einen oder mehrere Vornamen, die innerhalb einer Familie gehäuft bis dominant auftreten.

## Entstehung und Wechsel
Leitnamen sind vermutlich aus dem vereinzelt noch bis heute geübten Brauch der Erbnamensitte entstanden, den ersten Sohn nach dem Großvater väterlicherseits (und den zweiten Sohn nach dem Großvater mütterlicherseits) zu benennen. Wenn dieser Sohn seinem Erstgeborenen den Namen seines Vaters gab und dieser Brauch von Generation zu Generation fortgesetzt wurde, entstanden zwei Leitnamen, die abwechselnd zum Tragen kamen. Es gab aber auch die Tradition, in jeder Generation dem Erstgeborenen als Lehnserben denselben Namen zu geben. Starb der Erstgeborene noch vor der Geburt seines Bruders, erhielt dieser häufig denselben Namen, um den Leitnamen fortzuführen.
Wenn die Mutter aus sehr vornehmer Familie stammte, kam es auch vor, dass der Erstgeborene nach dem Großvater mütterlicherseits genannt wurde. Außerdem kam es im Mittelalter häufig vor, dass Kinder allgemein und damit auch Erstgeborene als Kinder oder Jugendliche starben, so dass nachgeborene Söhne das Erbe ihres Vaters antraten und die Linie fortsetzten. In beiden Fällen konnten Leitnamen aus dem mütterlichen Namensgut entstehen.
Schließlich gab es Leitnamen, die bevorzugt für nachgeborene Söhne verwendet wurden, z. B. Hermann bei den Billungern.
Ein Leitname konnte ganz oder für längere Zeit aus dem Gebrauch einer Sippe verschwinden, wenn der Name blutbefleckt oder ein Namensträger durch eine andere schwere Straftat ehrlos geworden und gerichtet worden war. So verschwand bei den Grafen von Oldenburg aufgrund eines Brudermords jahrhundertelang der Name Egilmar.
Weibliche Leitnamen sind innerhalb einer Sippe schwieriger festzustellen, da Frauen – wenn überhaupt – erst verheiratet oder verwitwet in den Quellen Erwähnung finden. Nur selten lassen sich gesicherte Aussagen darüber machen, aus welcher Sippe sie stammten. Durch die Einheirat gelangten ihre Namen in die Familie ihres Mannes. Außerdem waren Namen wie z. B. Oda, Ida und Mathilde auch im Hochadel so häufig, dass sie keiner bestimmten Familie als Leitname zugeordnet werden konnten. Eine Ausnahme ist der Name Richenza, der beim Haus Oldenburg von 1108 bis heute Verwendung findet.
Leitnamen kamen vor allem im Frühmittelalter zum Einsatz, in einer Zeit, in der
- Gentilnamen (wie zum Beispiel Iulius oder Claudius im Römischen Reich) nicht mehr in Gebrauch,
- Herkunftsnamen oder Titel (wie zum Beispiel Albert von Aachen oder Gottfried von Bouillon) individuell und
- Familiennamen noch nicht bekannt

waren, um die gemeinsame Zugehörigkeit zu einer Sippe ausdrücken zu können.
Leitnamen kamen – zumindest im Adel – wieder außer Gebrauch, als die Familienzugehörigkeit stärker über Titel und Besitz (zum Beispiel durch die Abkehr vom karolingischen Gaugrafen als auswechselbarem regionalem Vertreter der Königsmacht und die Durchsetzung der Erblichkeit der Grafentitel inklusive des Eigentums an Land und Leuten) deutlich gemacht werden konnte und damit andere Kriterien für die Wahl der Vornamen in den Vordergrund traten.
Für die historische Forschung hat der Leitname den Vorteil, dass bei mehreren Personen gleichen Vornamens Indizien für eine verwandtschaftliche Beziehung vorliegen, aber auch den Nachteil, dass die einzelnen den Leitnamen tragenden Mitglieder der Familie schlechter voneinander zu unterscheiden sind. Darüber hinaus dient hier der Leitname oft dazu, der Sippe im Nachhinein einen Familiennamen zu geben.
So wird zum Beispiel aufgrund des Leitnamens Burchard angenommen, dass die Hohenzollern (deren Stammreihe mit Burchard I. von Zolorin, † 1061, beginnt) von den rätischen Burchardingern (Herzog Burchard III. von Schwaben † 973) abstammen.

## Beispiele
Innerhalb der königlichen Familien sind Leitnamen nicht immer üblich gewesen, hier war die Zugehörigkeit offensichtlich und musste nicht gesondert betont werden:
- Die Merowinger kannten keine Leitnamen; die Königsnamen Chlodwig, Chlothar, Childerich, Dagobert etc. treten nicht gehäuft auf.
- Auch bei den Karolingern hat sich kein Leitname herausgebildet. Der Vorname Karl taucht erstmals mit Karl Martell auf, und auch die übrigen Vornamen deuten mehr auf Vorbilder hin als auf Systematik: Pippin wurde von der mütterlichen Seite, den Pippiniden, übernommen, mit Ludwig und Lothar, Abwandlungen der Merowingernamen Chlodwig und Chlothar, sollte die eigene Legitimität gestützt werden.
- Bei den Konradinern war der Vorname Konrad häufig, aber nur neben anderen Vornamen wie Gebhard, Udo oder Hermann zu sehen.
- Bei den Liudolfingern oder Ottonen traten in den frühen Generationen gleichwertig die Namen Brun, Liudolf, Thankmar, Heinrich und Otto auf, bevor sich letzterer aufgrund der Bedeutung der Personen, die diesen Namen trugen, durchsetzte.
- Bei den Saliern ist für die ersten Generationen in gaugräflicher Position der Name Werner als Leitname identifizierbar, verschwindet allerdings in dem Moment, in dem die Familie den führenden Rang im Reich übernimmt, zugunsten der Kaisernamen, die aus vorangegangenen Dynastien bekannt sind.
- Die Staufer, deren Leitname Friedrich war, hielten an diesem auch als deutsche Kaiser fest – und gingen im Falle von Herzog Friedrich VI. von Schwaben sogar so weit, ihn nachträglich von Konrad nach Friedrich umzubenennen, nachdem ein älterer Bruder mit diesem Leitnamen im Kindesalter verstorben war.
- In den französischen Königsdynastien der Kapetinger, Valois und Bourbonen etablierten sich Karl (Charles), Heinrich (Henri) und Ludwig (Louis) als Leitnamen.

Unterhalb der Herrscherebene ist die Verwendung von Leitnamen wesentlich häufiger, hier fehlt die Prominenz des einzelnen, ist die Zugehörigkeit zu einem Familienverband wesentlicher:
- Die Robertiner, seit dem 7. Jahrhundert bezeugt, benutzten den Leitnamen Robert, der als Chrodobertus oder Rupert den Stammbaum der Familie bis ins 11. Jahrhundert durchzieht, bis er mit der Erringung der Königsgewalt in Frankreich durch Hugo Capet seine verbindende Funktion verliert.
- Die schwäbischen Welfen führten den Leitnamen Welf, bis sie den Herzogstitel in Bayern und Sachsen errangen, und der Name Welf durch den Namen Heinrich verdrängt wurde.
- Bei den Hohenzollern war der Name Friedrich eindeutiger Leitname; später kam in Preußen nach dem Beinamen des Großen Kurfürsten auch Wilhelm (oft als „Friedrich Wilhelm“) in Gebrauch.

### Reuß
Ein Extrembeispiel für den Einsatz eines Leitnamens ist das Fürstenhaus Reuß, das seit dem 12. Jahrhundert (damals noch als Burgvögte von Plauen) für die männlichen Familienangehörigen ausschließlich den Vornamen Heinrich verwendet, vermutlich um damit den Stauferkaiser Heinrich VI. zu ehren, der Heinrich den Reichen von Weida († 1209) zum quedlinburgischen Stiftsvogt erhoben hatte. Dabei zählte die ältere Linie alle männlichen Familienangehörigen bis hundert durch und begann wieder bei eins, während die jüngere mit jedem neuen Jahrhundert von vorne anfing – eine Regelung, die 1668 durch Hausgesetz fixiert wurde und die in dem bis 1918 regierenden Hause bis heute praktiziert wird.